# Ankylopteryx (Ankylopteryx) decormei
Ankylopteryx (Ankylopteryx) decormei is een insect uit de familie van de gaasvliegen (Chrysopidae), die tot de orde netvleugeligen (Neuroptera) behoort. 
Ankylopteryx (Ankylopteryx) decormei is voor het eerst wetenschappelijk beschreven door Navás in 1910.